# Jyotirindranath Tagore
Jyotirindranath Tagore, né le 4 mai 1849 à Calcutta et mort le 4 mars 1925 à Ranchi, est un dramaturge, éditeur, traducteur, peintre et musicien bengali. Il joua un rôle crucial dans l'éclosion de son frère, Rabindranath Tagore, le premier non-européen à remporter un prix Nobel.

## Biographie
Jyotirindranath Tagore a été étudiant du Presidency College de Calcutta.
Il a conçu plus de 2 000 dessins, conservés à l'université Rabindra Bharati. Un autre de ses dessins est conservé à la National Portrait Gallery
Il a traduit depuis le français, le sanskrit et l'anglais vers le bengali.
Jouant de la cithare, il a composé des airs sur lesquels Akshay Chandra Chaudhury (en) et son frère Rabindranath placèrent des paroles.
Il fut le secrétaire de 1869 à 1888 du Brahmo Samaj, un mouvement théiste fondé par son père Debendranath Tagore qui visait à réformer l'hindouisme et qui est apparu lors de la Renaissance du Bengale.
Ils furent de ceux qui permirent de fonder l'Hindu Mela (en) en 1867.
C'était un adepte de la phrénologie.

## Œuvres
- Pièces historiques
  - Purubikram, 1874
  - Sarojini, 1875
  - Ashrumati, 1879
- Pièces historiques
  - Kinchit Jalajog, 1873
  - Eman Karma Ar Korbo Na
  - Hathath Nabab, 1884
  - Alik Babu, 1900
- Traductions
  - Kâlidâsa, La Reconnaissance de Shâkountalâ
  - Marc Aurèle, Pensées pour moi-même
  - Shakespeare, Jules César
  - Bal Gangadhar Tilak, Shrimadh Bhagvad Gita Rahasya (en)